# اریک مسترتون
اریک مسترتون (انگلیسی: Erik Mesterton; ۴ اکتبر ۱۹۰۳ – ۱۰ ژانویهٔ ۲۰۰۴) منتقد ادبی، و مترجم اهل سوئد بود. او به همراه کارین بوی در ویراستاری مجله آوانگارد اسپکتروم که نقش مهمی در معرفی نوگرایی در سوئد داشت، همکاری می‌کرد. مسترتون در یوتبری زندگی می‌کرد و در آنجا با دانشمندان دانشگاه گوتنبرگ (سوئد) در زمینه ادبیات تحقیق می‌کرد.